# Anglais québécois
 (septembre 2013).
L'anglais québécois est une variété de la langue anglaise parlée par les Anglo-Québécois.

## Phonologie
L'anglais québécois ne diffère guère de l'anglais canadien, mais il possède ses propres particularités, notamment liées à la proximité et à l'influence du français québécois. Par exemple, en lieu et place de « convenience store », l'anglais québécois écrit et prononce le même mot qu'en français, soit « dépanneur », voire son abréviation familière « dep ».  